# Jodie Mack

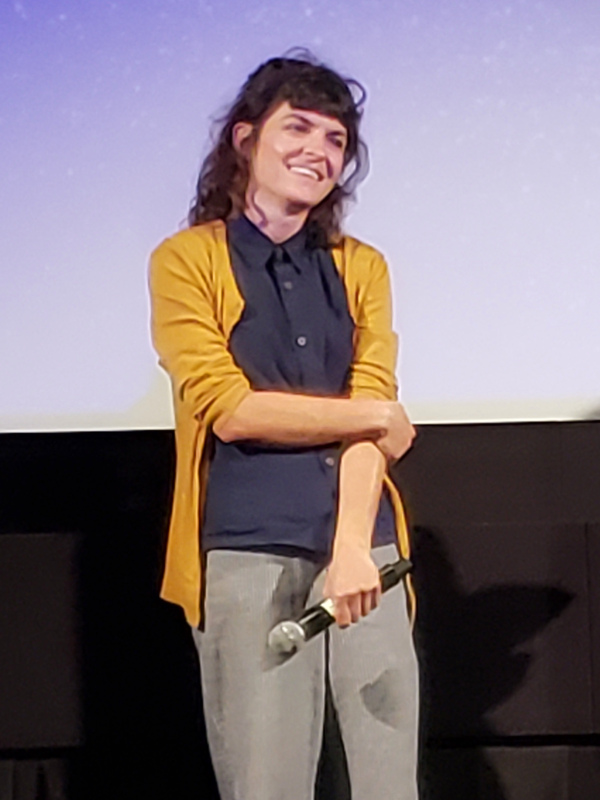
Jodie Mack, setembre de 2018

Jodie Mack (Londres, Anglaterra, 16 de gener de 1983) és una realitzadora i animadora de cinema experimental nord-americana. Va assistir a la Universitat de Florida i va obtenir el seu MFA en cinema, vídeo i nous mitjans a l'Escola de l'Institut d'Art de Chicago i imparteix classes al Dartmouth College. Les obres de Mack han estat projectades al Viennale, al Festival de Cinema de Nova York, al Festival Internacional de Cinema de Toronto, i al Festival de Locarno. Actualment, Mack és membre del Centre d’Estudis de Cinema Radcliffe-Harvard / David i Roberta Logie. Mack produeix principalment les seves pel·lícules amb una càmera Bolex International de 16 mil·límetres. Mack va declarar en una entrevista que "va optar per treballar en pel·lícules perquè el material dona color i textura d'una manera que ressona amb molta feina".
Moltes de les pel·lícules de Jodie Mack són animacions stop motion que inclouen teixits i tèxtils quotidians o materials reciclats com retalls de revistes o retalls de diaris.

## Educació
Mack va obtenir la seva llicenciatura en Estudis de Cinema i Mitjans de Comunicació per la Universitat de Florida i es va graduar en Summa cum laude el 2004. El 2007 va guanyar el MFA a l' Escola de l'Institut d'Art de Chicago en cinema / vídeo / nous mitjans.

## Experiència professional
Després de rebre el seu MFA el 2007, Mack es va convertir en la coordinadora d’activitats estudiantils del epartament de televisió del Columbia College de Chicago a Chicago, Illinois. Del 2008 al 2010 va ser professora adjunta al College of Digital Media de la Universitat DePaul de Chicago. El 2009, Mack també es va convertir en professor adjunt de Moving Image a la Universitat d'Illinois a Chicago. Des del 2010 és professora associada d’Estudis de Cinema i Mitjans de Comunicació al Dartmouth College de Hanover, Nova Hampshire.

## Dusty Stacks of Mom: The Poster Project
Dusty Stacks of Mom és una pel·lícula de 43 minuts feta per Jodie Mack el 2013. La pel·lícula és una representació documental / musical sobre el fracassat negoci de mercaderies i marxandatge del rock and roll de la seva mare. La pel·lícula utilitza el magatzem on es guardava i distribuïa la mercaderia a l'engròs. Les pel·lícules d'animacions amb stop motion es creen amb molts pòsters, postals i altres materials que eren habituals al negoci de la seva mare. Aquests objectes es van utilitzar per crear una narrativa visual i escenes de stop motion "psicodèliques". La pel·lícula es va crear com a representació musical i, quan es va mostrar en diverses projeccions, una representació musical en directe va acompanyar la pel·lícula reproduint versions reescrites de cançons de Pink Floyd. La pel·lícula es va representar a Rotterdam, RIDM i True / False .